# Mamestra cinerascens
Mamestra cinerascens là một loài bướm đêm trong họ Noctuidae.